# Destriz
Destriz é uma povoação portuguesa do Município de Oliveira de Frades, no Distrito de Viseu, que foi sede da extinta Freguesia de Destriz, freguesia que tinha 12,86 km² de área e 347 habitantes (2011), e, por isso, uma densidade populacional de 27 hab/km². 
A Freguesia de Destriz foi extinta (agregada) pela reorganização administrativa de 2012/2013, tendo o seu território sido integrado na então criada União das Freguesias de Destriz e Reigoso.
A Freguesia de Destriz era delimitada a norte por Reigoso, a este por Campia, já no Município de Vouzela, a sul pelo Préstimo e por Macieira de Alcoba, ambos no Município de Águeda, e a oeste pela freguesia das Talhadas, no Município de Sever do Vouga.

## População
| População da freguesia de Destriz | População da freguesia de Destriz | População da freguesia de Destriz | População da freguesia de Destriz | População da freguesia de Destriz | População da freguesia de Destriz | População da freguesia de Destriz | População da freguesia de Destriz | População da freguesia de Destriz | População da freguesia de Destriz | População da freguesia de Destriz | População da freguesia de Destriz | População da freguesia de Destriz | População da freguesia de Destriz | População da freguesia de Destriz |
| --------------------------------- | --------------------------------- | --------------------------------- | --------------------------------- | --------------------------------- | --------------------------------- | --------------------------------- | --------------------------------- | --------------------------------- | --------------------------------- | --------------------------------- | --------------------------------- | --------------------------------- | --------------------------------- | --------------------------------- |
| 1864                              | 1878                              | 1890                              | 1900                              | 1911                              | 1920                              | 1930                              | 1940                              | 1950                              | 1960                              | 1970                              | 1981                              | 1991                              | 2001                              | 2011                              |
| 447                               | 550                               | 485                               | 458                               | 470                               | 489                               | 435                               | 532                               | 552                               | 518                               | 499                               | 520                               | 480                               | 397                               | 347                               |

| Distribuição da População por Grupos Etários | Distribuição da População por Grupos Etários | Distribuição da População por Grupos Etários | Distribuição da População por Grupos Etários | Distribuição da População por Grupos Etários | Distribuição da População por Grupos Etários | Distribuição da População por Grupos Etários | Distribuição da População por Grupos Etários | Distribuição da População por Grupos Etários | Distribuição da População por Grupos Etários |
| -------------------------------------------- | -------------------------------------------- | -------------------------------------------- | -------------------------------------------- | -------------------------------------------- | -------------------------------------------- | -------------------------------------------- | -------------------------------------------- | -------------------------------------------- | -------------------------------------------- |
| Ano                                          | 0-14 Anos                                    | 15-24 Anos                                   | 25-64 Anos                                   | > 65 Anos                                    |                                              | 0-14 Anos                                    | 15-24 Anos                                   | 25-64 Anos                                   | > 65 Anos                                    |
| 2001                                         | 47                                           | 71                                           | 186                                          | 93                                           |                                              | 11,8%                                        | 17,9%                                        | 46,9%                                        | 23,4%                                        |
| 2011                                         | 33                                           | 31                                           | 188                                          | 95                                           |                                              | 9,5%                                         | 8,9%                                         | 54,2%                                        | 27,4%                                        |

Média do País no censo de 2001:  0/14 Anos-16,0%; 15/24 Anos-14,3%; 25/64 Anos-53,4%; 65 e mais Anos-16,4%
Média do País no censo de 2011:   0/14 Anos-14,9%; 15/24 Anos-10,9%; 25/64 Anos-55,2%; 65 e mais Anos-19,0%

## História

### Pré-História
A presença de arte rupestre e de troços de via romana na freguesia prova que Destriz teve ocupação pré – histórica o que se pode testemunhar através dos sinais gravados na “Pedra das Ferraduras Pintadas” e na “Pedra dos Cantinhos”, localizadas nas Benfeitas.

### Período Romano
Benfeitas tem marcas do Império Romano, com vestígios de uma antiga estrada romana e com dois exemplares de marcos miliários expostos no museu municipal de Oliveira de Frades. Um deles do tempo do imperador César Flávio Valério Constâncio e outro do tempo do imperador Marco Aurélio Antonino.

### Época Medieval
A Idade Média deixou também o seu testemunho em duas estelas funerárias existentes no adro da igreja.
Pertenceu ao ducado de Lafões, comarca e bispado de Viseu, e foi donatária de D. Pedro Henrique de Sousa Mascarenhas Tavares da Silva, duque de Lafões, e foreira da Universidade de Coimbra.

### Idade Moderna
Aquando do registo das Memórias Paroquiais (século XVIII) possuía 97 vizinhos e 340 pessoas entre pequenos e grandes. Por essa mesma altura, não tinha serviço de correios, agora com distribuição a partir da sede do Concelho, via Pereiras, já na vizinha freguesia de Pinheiro de Lafões.
A antiga freguesia de Santa Maria de Destriz era curato da apresentação do vigário de São Miguel de Campia e pertencente à dita comenda, no antigo concelho de São João do Monte e tinha de congrua 30$000 réis e o pé d'altar.
Em 1836 pertence à Comarca de Viseu e ao concelho de Lafões. Com a desintegração deste, em 1837 está ligada ao concelho de Oliveira de Frades e à comarca de Vouzela. A evolução das andanças concelhias levou ainda a que esta freguesia tivesse pertencido ao concelho de S. João do Monte, numa altura em que este foi criado e que passasse a pertencer a Vouzela, enquanto não existiu uma autoridade autárquica em Oliveira de Frades.
Após a restauração da Comarca de Oliveira de Frades em 1904 (e no curto espaço de tempo em que ela vigorou anteriormente) desde logo a ela se ligou, facto que tem acontecido até ao momento.
Duas componentes saltam rapidamente à vista ao falar-se da freguesia de Destriz: a primeira é o Rio Alfusqueiro, intimamente ligado à vida desta terra; a segunda refere-se às duas serras em que se insere - por um lado, a Serra do Caramulo, pelo outro, a Serra do Ladário ou do Gravo.
A sede encontra-se no fundo do vale, com o rio a separar essa povoação de uma outra na margem oposta, a Ribança. Relativamente a estas localidades, nas Memórias Paroquiais do século XVIII, que eram a voz do seu pároco, dizia-se que são sítios "de onde se não vê terra ou lugar algum por ficar entre montes”.
Mantêm-se as mesmas povoações então existentes: 
- Na margem direita do Rio Alfusqueiro:
  - Destriz (Igreja);
  - Benfeitas;
  - Carregal;
  - Pisco.
- Na margem esquerda:
  - Caselho;
  - Ribança;
  - Silvares.

Dois séculos antes, no Numeramento de 1527, citavam-se:
- Bemfeytos (Benfeitas) - 8 fogos
- Cargall (Carregal) - 4 fogos
- Destrius (Destriz) - 8 fogos

## Património
- Pedra das Ferraduras Pintadas nas Benfeitas
- Pedra dos Cantinhos Pintadas nas Benfeitas
- Estelas funerárias no adro da Igreja de Destriz
- Troços de Via Romana no Pisco e Benfeitas
- Pinturas na Capela de Nossa Senhora da Conceição nas Benfeitas
- Pedra do Ar no Carregal
- Igreja Matriz em Destriz
- Rio Alfusqueiro em Destriz
- Cruzeiros nas Benfeitas
- Cruzeiros em Destriz
- Marcos miliários
- Moinhos de água de Rebelo
- As aldeias de Destriz
- Capela da Senhora da Nazaré no Carregal
- Capela de Santo António na Ribança
- Capela de Nossa Senhora da Conceição
- Monumento de Santa Maria das Benfeitas